# Literarisches Colloquium Berlin

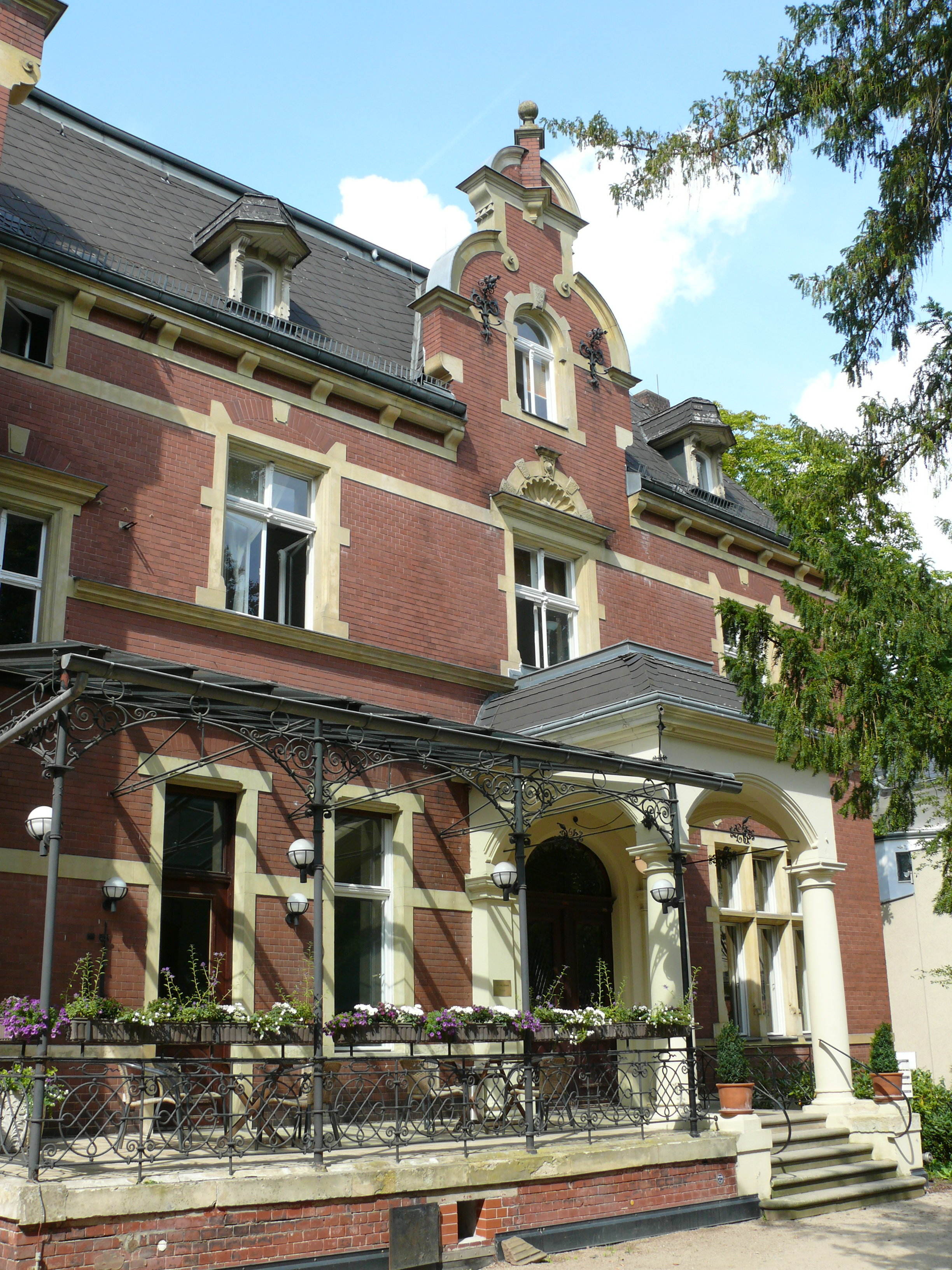
Literarisches Colloquium

Das Literarische Colloquium Berlin e. V. (LCB) wurde 1963 als internationaler Begegnungsort für Literaten ins Leben gerufen. Die ersten Veranstaltungen und Lesungen fanden in Berlin-Charlottenburg statt, bevor die Villa am Sandwerder am Großen Wannsee bezogen wurde.

## Geschichte
Das Literarische Colloquium Berlin wurde am 16. Mai 1963 von Walter Höllerer, einem Mitglied der Gruppe 47, gegründet. Ein Ziel der Gründung war es u. a. literarisches Leben zu fördern, um so der Isolation West-Berlins nach dem Mauerbau vorzubeugen. Kurz nach der Gründung wurde Renate von Mangoldt als Fotografin des LCB tätig und dokumentierte fortan bis 2000 festangestellt die Arbeit, die Lesungen und Tagungen des LCB. Ebenfalls von 1964, jedoch nur bis 1982, war zudem Wolfgang Ramsbott für die Filmprojekte des LCB verantwortlich.

## Schwerpunkte
Mit der Robert Bosch Stiftung führt das LCB das Grenzgänger-Programm durch, das Recherchen zu Veröffentlichungen unterstützt. Diese sollen zu Diskussionen anregen, den Dialog und das gegenseitige Verständnis fördern und können unterschiedliche Themenbereiche, Länder und historische Epochen umfassen.

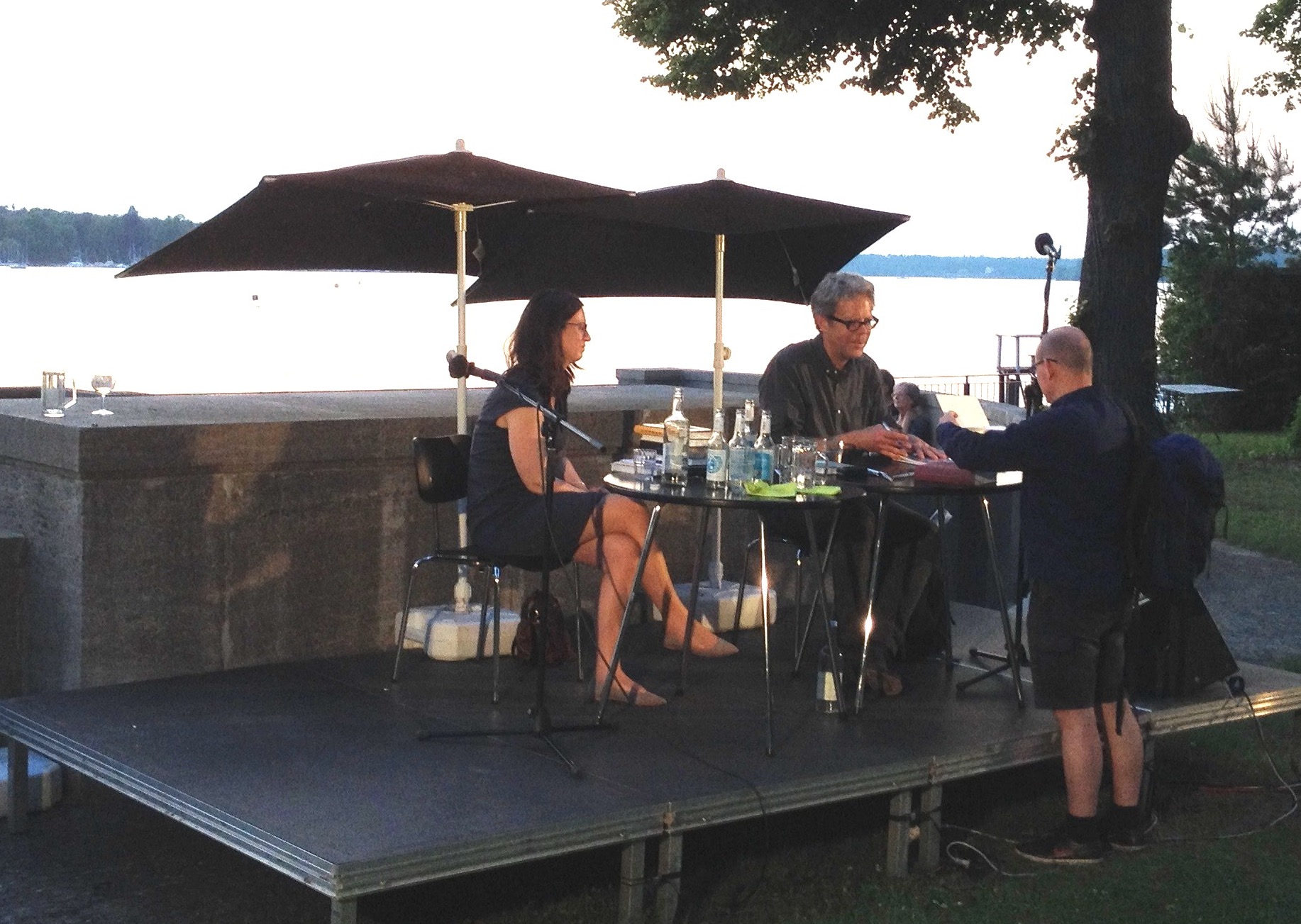
Jonathan Franzen im LCB, 2019

Im Mittelpunkt der Arbeit steht der internationale Literaturaustausch. Das LCB hilft einigen Autoren aus aller Welt – zumal solchen aus Mittel- und Osteuropa – Kontakte zu knüpfen. Das LCB war mit initiierend bei der Gründung von HALMA, dem europäischen Netzwerk literarischer Zentren.
Bereits in den 1960er Jahren fanden Workshops statt, in deren Rahmen junge Autoren wie Peter Bichsel und Hubert Fichte ihre Texte diskutieren und literarische Projekte erarbeiten konnten. Diese Tradition lebt in der seit 1997 regelmäßig ausgerichteten „Autorenwerkstatt Prosa“ weiter, aus der Autoren wie Judith Hermann, Georg Klein, Inka Parei und David Wagner hervorgingen.
Seit über zwanzig Jahren ist die Förderung von Übersetzungen und die Arbeit von Übersetzern im Rahmen von Seminaren, Tagungen und Stipendien ein weiteres zentrales Anliegen des Vereins. 1997 wurde der „Deutsche Übersetzerfonds“ gegründet, der sich zur wichtigsten Einrichtung seiner Art in Deutschland entwickelt hat.

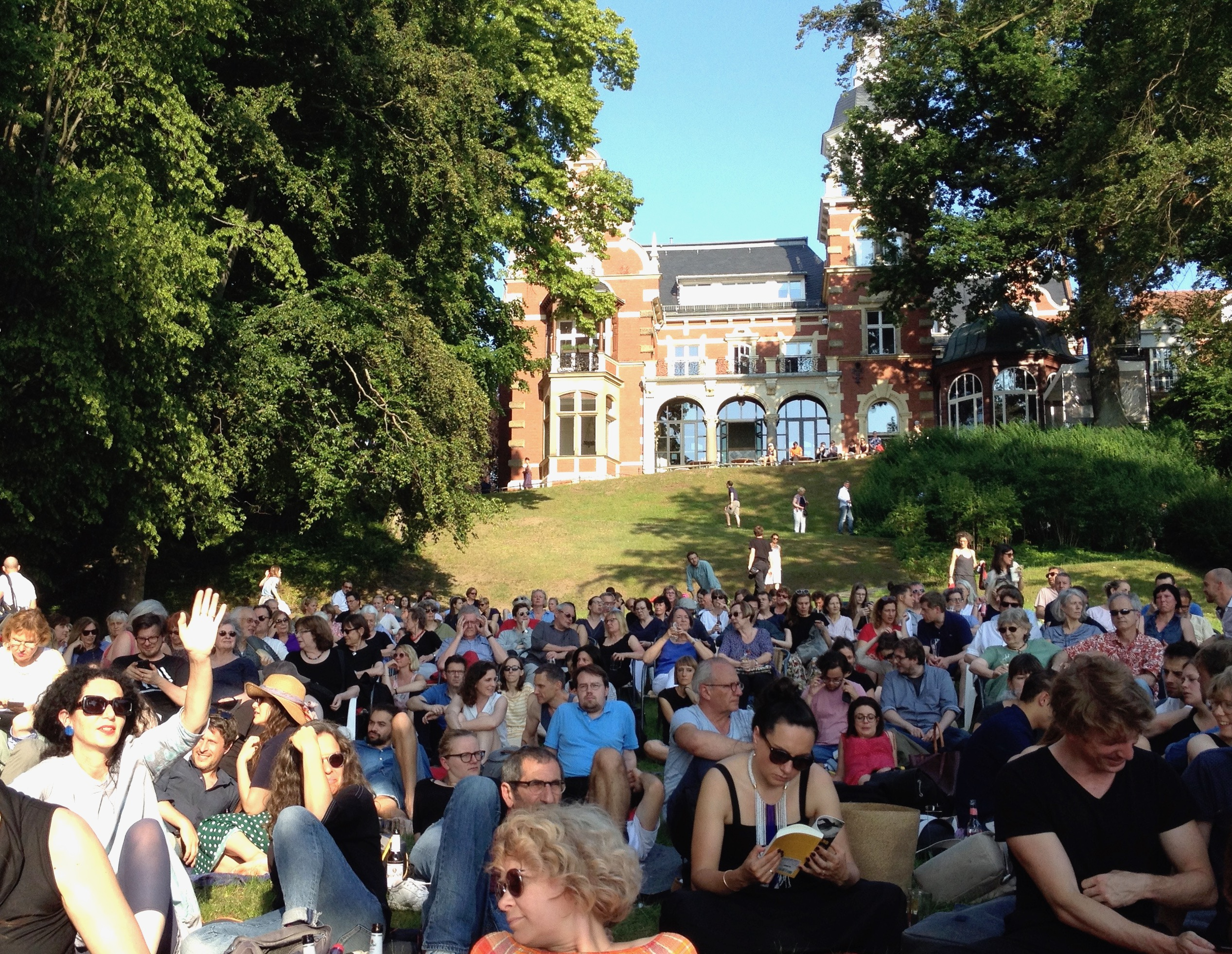
Publikum bei einer Freiluft-Veranstaltung

Mit dem Ziel der Förderung der deutschen Literatur im Ausland präsentiert der Verein in Kooperation mit den Goethe-Instituten jüngere deutsche Autoren in den wichtigsten Verlagsstädten weltweit.
Die von Höllerer gegründete Zeitschrift Sprache im technischen Zeitalter wird vom Verein redaktionell betreut. Sie ist Forum für literarische Texte und theoretische Reflexionen. Dabei erlaubt die Nähe des LCB zu zeitgenössischen Autoren Einblicke in zukünftige Tendenzen und aktuelle Entwicklungen der Literatur.
Nicht zuletzt werden dem Berliner Publikum im Rahmen von öffentlichen Veranstaltungen Autoren und ihre Bücher vorgestellt. Dabei werden Lesungen mit Gesprächen und thematischen Diskussionen verbunden.
2006 eröffnete das LCB mit dem Brandenburgischen Literaturverein die Literaturplattform Literaturport. Der Literaturport umfasst unter anderem ein Autorenlexikon und eine Datenbank mit Preisen & Stipendien für Literaturschaffende.
Im LCB hat auch die Heimito von Doderer-Gesellschaft ihren Sitz.

## Internationales Gästehaus
Das LCB betreibt auch ein Gästehaus. In Zusammenarbeit mit verschiedenen staatlichen Stellen und Stiftungen werden Autoren aus aller Welt eingeladen, um intensiv an ihren Projekten zu arbeiten. 2019 waren neben anderen folgende, literarisch tätige Gäste im Hause: Juan S. Guse, Lorenz Just und Tabea Steiner.

## Ehrungen
Im April 2009 wurde der Verein bei den 25. Weidener Literaturtagen mit dem „Preis der Literaturtage“ ausgezeichnet. Ebenfalls 2009 erhielt Jürgen Jakob Becker als stellvertretender Geschäftsleiter für das LCB die Auszeichnung „Übersetzerbarke“ durch den Verband deutschsprachiger Übersetzer literarischer und wissenschaftlicher Werke, VdÜ. Die Preisrede betont, Becker ist unter Literaturübersetzern bekannt und beliebt. Er richtet die Übersetzer-Werkstatt im LCB aus, der von ihm geleitete Deutsche Übersetzerfonds hat hier seine Adresse. Er organisiert Veranstaltungen mit Übersetzern, bietet ihnen im Literarischen Colloquium eine vorübergehende Wohnstatt und setzt sich gegenüber der Öffentlichkeit stets engagiert für die Übersetzerzunft ein.